# 野間文芸翻訳賞
野間文芸翻訳賞（のまぶんげいほんやくしょう）は、講談社主催の文学賞。日本文学の翻訳者に授与される。

## 賞の概要
- 1989年、講談社は創業80周年を記念して野間文芸翻訳賞を創設した[1]。
- 設立目的は、日本の文芸作品を日本国外へ紹介し、国際的に相互理解を深めること。また、優秀な翻訳者が育つよう願いが込められている。
- 隔年で開催し、回ごとに受賞の対象言語を設定して審査する（第14回までは毎年開催）。
- 対象翻訳作品は明治時代以降の日本文学で、ノンフィクションを含む。

## 受賞作一覧

### 第1回から第10回
- 第01回（1990年・英語） ジョン・ベスター 『三島由紀夫短編集』（原作: 三島由紀夫） 講談社インターナショナル
- 第02回（1991年・フランス語）
  - ヴュロニッタ・ベラン 『杏子』（原作: 古井由吉） フィリップ・ピキエ社
  - パトリック・ドゥ・ヴォス 『羊をめぐる冒険』（原作: 村上春樹） スイユ社[2][3]
- 第03回（1992年・英語） デニス・キーン 『幽霊』（原作: 北杜夫） 講談社インターナショナル
- 第04回（1993年・ドイツ語）
  - ジークフリート・シャールシュミット 『天人五衰』（原作: 三島由紀夫） ハンザー社 - 『天人五衰』の翻訳を中心とした永年の業績
  - ユルゲン・ベルント - 遠藤周作の翻訳を中心とした永年の業績
- 第05回（1994年・イタリア語） マリア・テレーザ・オルシ 『桜の森の満開の下 / 他』（原作: 坂口安吾） マルシリオ社 - 坂口安吾の翻訳を中心とした永年の業績
- 第06回（1995年・英語） エドウィン・マクレラン 『忘れ残りの記』（原作: 吉川英治） 講談社インターナショナル
- 第07回（1996年・スペイン語） フェルナンド・ロドリゲス＝イスキエルド 『他人の顔』（原作: 安部公房） シルエラ社
- 第08回（1997年・スカンディナヴィア諸国言語） グニラ・リンドベリ＝ワダ 『春の雪』（原作: 三島由紀夫） シュルツ社 - 『春の雪』の翻訳を中心とした永年の業績
- 第09回（1998年・フランス語）
  - カトリーヌ・アンスロー 『たった一人の反乱』（原作: 丸谷才一） ロベール・ラフォン社（フランス語版）[4]
  - ジャック・ラローズ 『夏の闇』（原作: 開高健） フィリップ・ピキエ社
- 第10回（1999年・ドイツ語） オットー・プッツ 『吾輩は猫である』（原作: 夏目漱石） インゼル社、『芽むしり仔撃ち』（原作: 大江健三郎） S.フィッシャー社

### 第11回から第20回
- 第11回（2000年・オランダ語） ヤコバス・ニコラース・ウェスタホーヴェン[5] 『石の来歴』（原作: 奥泉光） ミューレンホフ社
- 第12回（2001年・イタリア語） ジョルジョ・アミトラーノ 『銀河鉄道の夜』（原作: 宮沢賢治） マルシリオ社
- 第13回（2002年・中国語） 陳薇 『永井荷風選集』（原作: 永井荷風） 作家出版社
- 第14回（2003年・英語） ジェイ・ルービン 『ねじまき鳥クロニクル』（原作: 村上春樹） Alfred A. Knopf社
- 第15回（2005年・韓国語） 梁潤玉 『日蝕』（原作: 平野啓一郎） 文学トンネ社
- 第16回（2007年・ロシア語） ボリス・アクーニン - ソ連時代にファシストとして発禁の三島由紀夫作品を翻訳した業績[6][7]
- 第17回（2009年・フランス語[1] ）
  - アンヌ・バヤール＝坂井 『池袋ウエストゲートパーク』（原作: 石田衣良） フィリップ・ピキエ社
  - ジャック・レヴィ 『奇蹟』（原作: 中上健次） フィリップ・ピキエ社
- 第18回（2011年・中国語） 
  - 岳遠坤 『徳川家康  １３』（原作: 山岡荘八） 南海出版公司刊
  - 陸求実 『東京湾景』（原作: 吉田修一） 文匯出版社刊
- 第19回（2013年・英語）ロジャー・パルバース『雨ニモマケズ』（原作：宮沢賢治）Bloodax社
- 第20回（2015年・韓国語）クォン・ヨンジュ『三月は深き紅の淵を』（原作：恩田陸）ブックフォリオ

### 第21回から第30回
- 第21回（2017年・イタリア語）アントニエッタ・パストーレ『色彩を持たない多崎つくると、彼の巡礼の年』（原作：村上春樹）文芸春秋[8]
- 第22回（2019年・ドイツ語）
  - ウルズラ・グレーフェ『1Q84』（原作：村上春樹）『容疑者Xの献身』（原作：東野圭吾）の翻訳を中心とする永年の業績に対して
  - ノラ・ビーリッヒ『取り替え子』（原作：大江健三郎）の翻訳を中心とする永年の業績に対して